# Betws-y-Coed

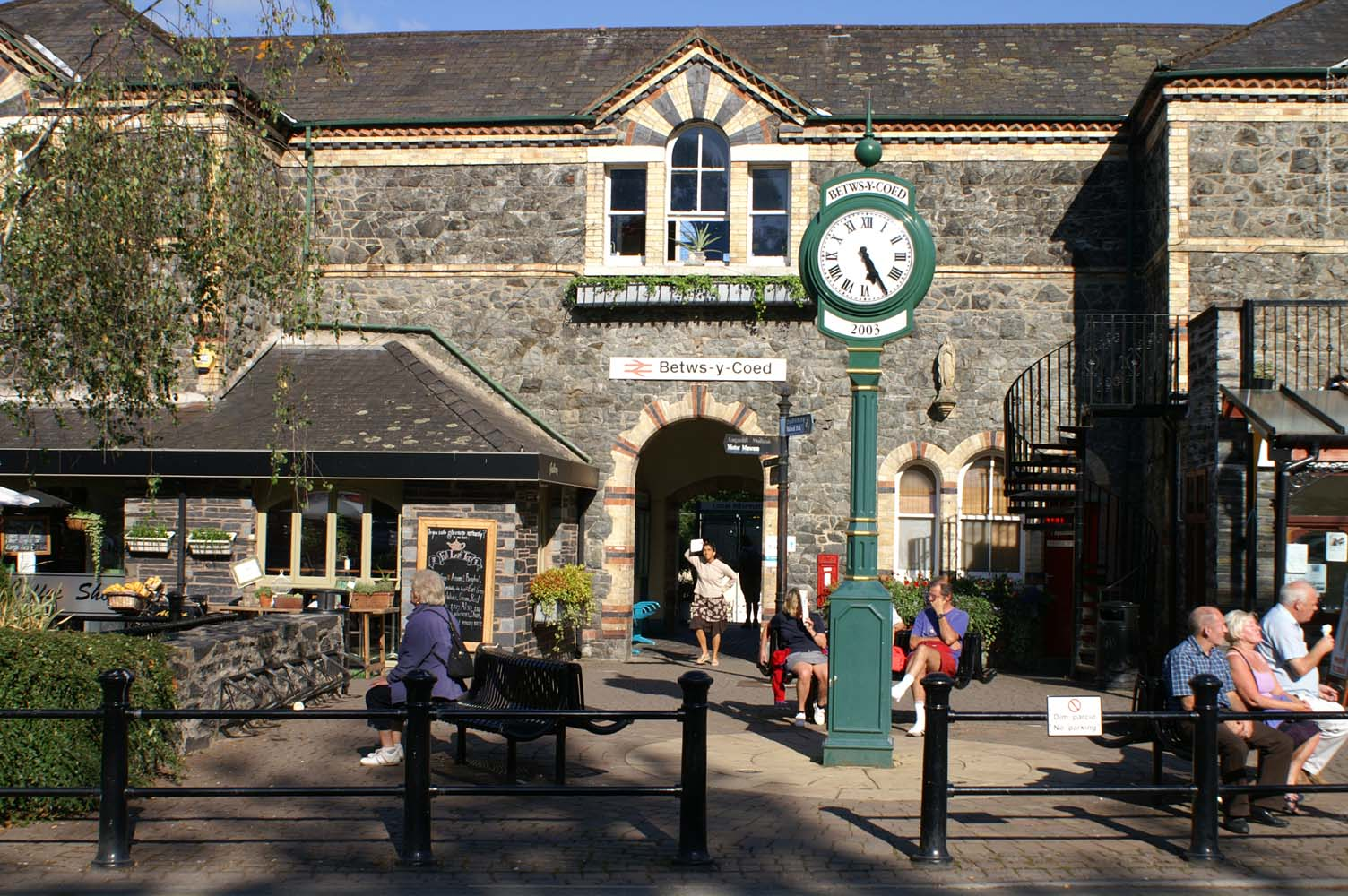
La stazione ferroviaria di Betws-y-Coed

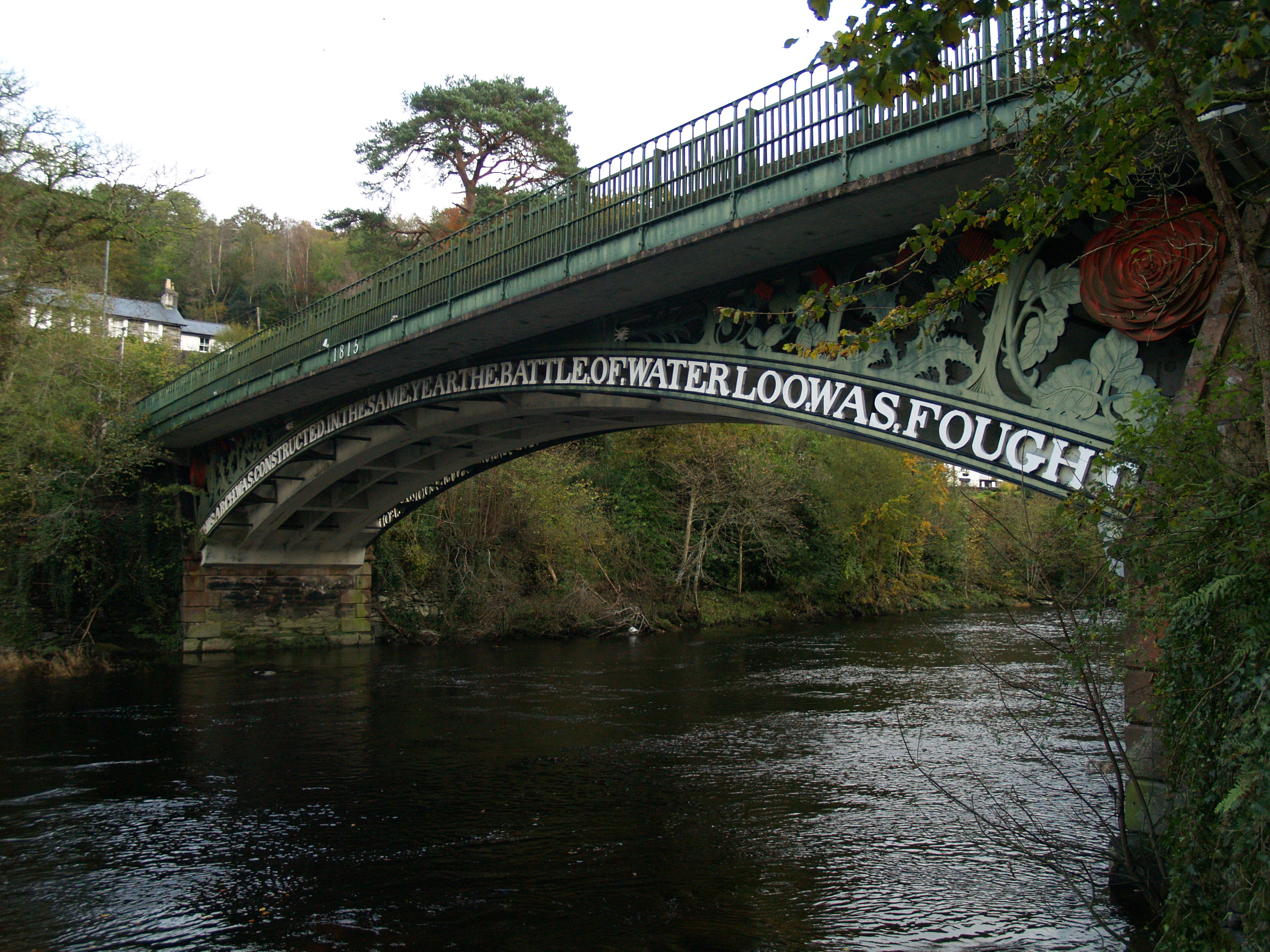
Betws-y-Coed: Il Waterloo Bridge (1815), sul fiume Llugwy

Betws-y-Coed (pron.: /ˈbɛtʊs ə ˈkɔɨd /; 500 ab. ca.) è una comunità del Galles nord-occidentale, appartenente al distretto di contea di Conwy e situata alla confluenza dei fiumi Llugwy e Lledr con il fiume Conwy, nella parte nord-orientale del Parco Nazionale di Snowdonia, di cui costituisce anche il centro principale.

## Geografia fisica

### Collocazione
Il villaggio di Betws-y-Coed si trova all'incirca a metà strada tra Bethesda e Cerrigydrudion (rispettivamente a sud-est della prima e a nord-ovest della seconda) e tra Llanrwst e Dolwyddelan (rispettivamente a sud della prima e a nord-est della seconda). È inoltre situato a ca. 25 km a sud di Conwy e a ca. 20 km a nord-est dell'ex-città mineraria di Blaenau Ffestiniog.

## Società

### Evoluzione demografica
Al censimento del 2001, il villaggio di Betws-y-Coed contava una popolazione di 534 abitanti, di cui 285 donne e 249 uomini.

## Etimologia
Il toponimo Betws-y-Coed significa letteralmente "Casa di preghiera nel bosco": il termine betws deriva infatti dall'antico inglese bed-hus, ovvero "casa di preghiera".

## Edifici e luoghi d'interesse
Tra gli edifici e i luoghi d'interesse della città figurano:
- Il Conwy Valley Railway Museum
- La Chiesa di San Michele, risalente al XIV secolo[6]
- La Chiesa di Santa Maria, risalente al 1873[7]
- Il Waterloo Bridge, progettato nel 1815 dall'ingegnere scozzese Thomas Telford  (1757–1834)[8]

Nei dintorni, si trovano anche le cascate note come Swallow Falls (in gallese: Rhaeadr Ewynnol).

## Galleria d'immagini

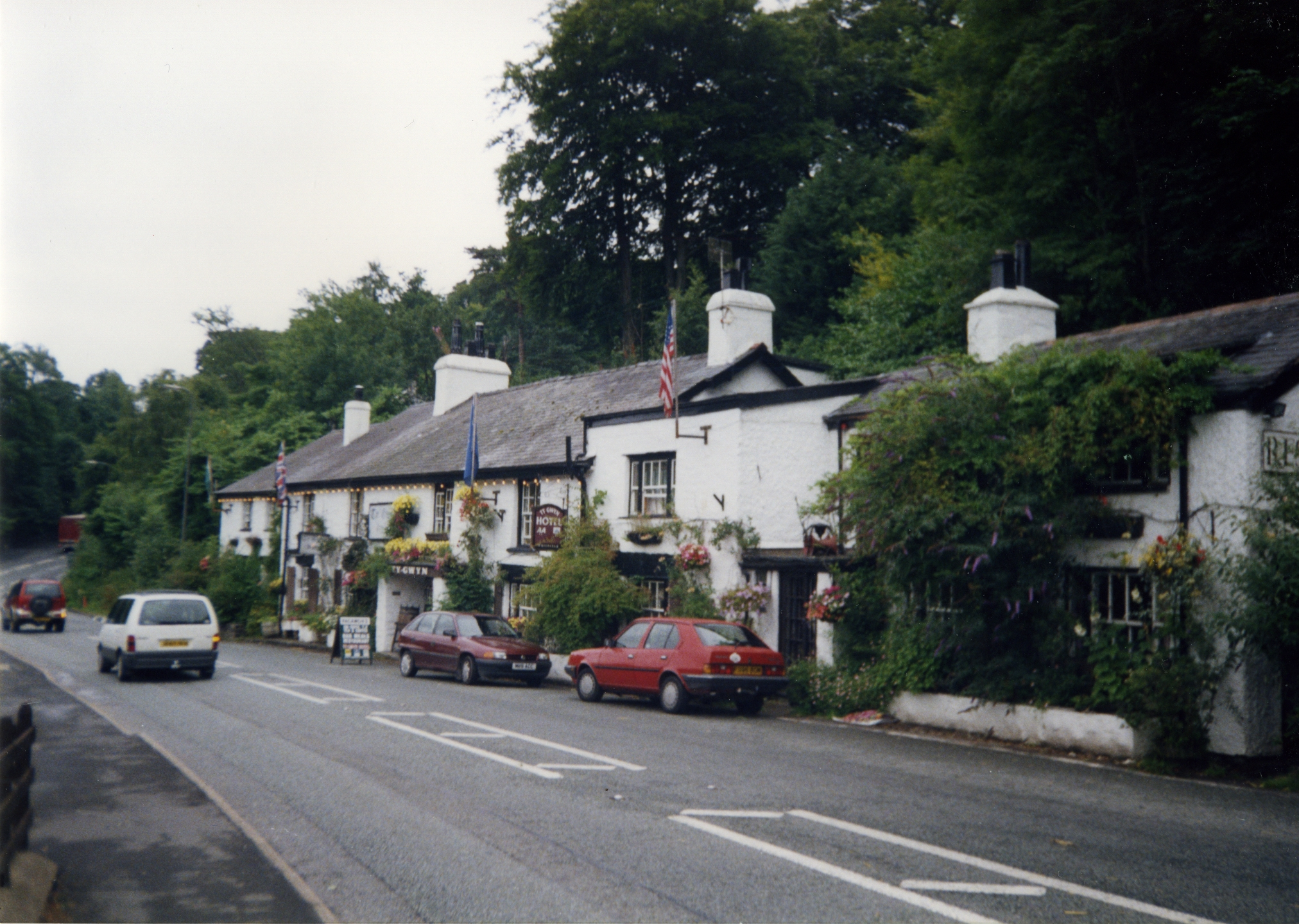
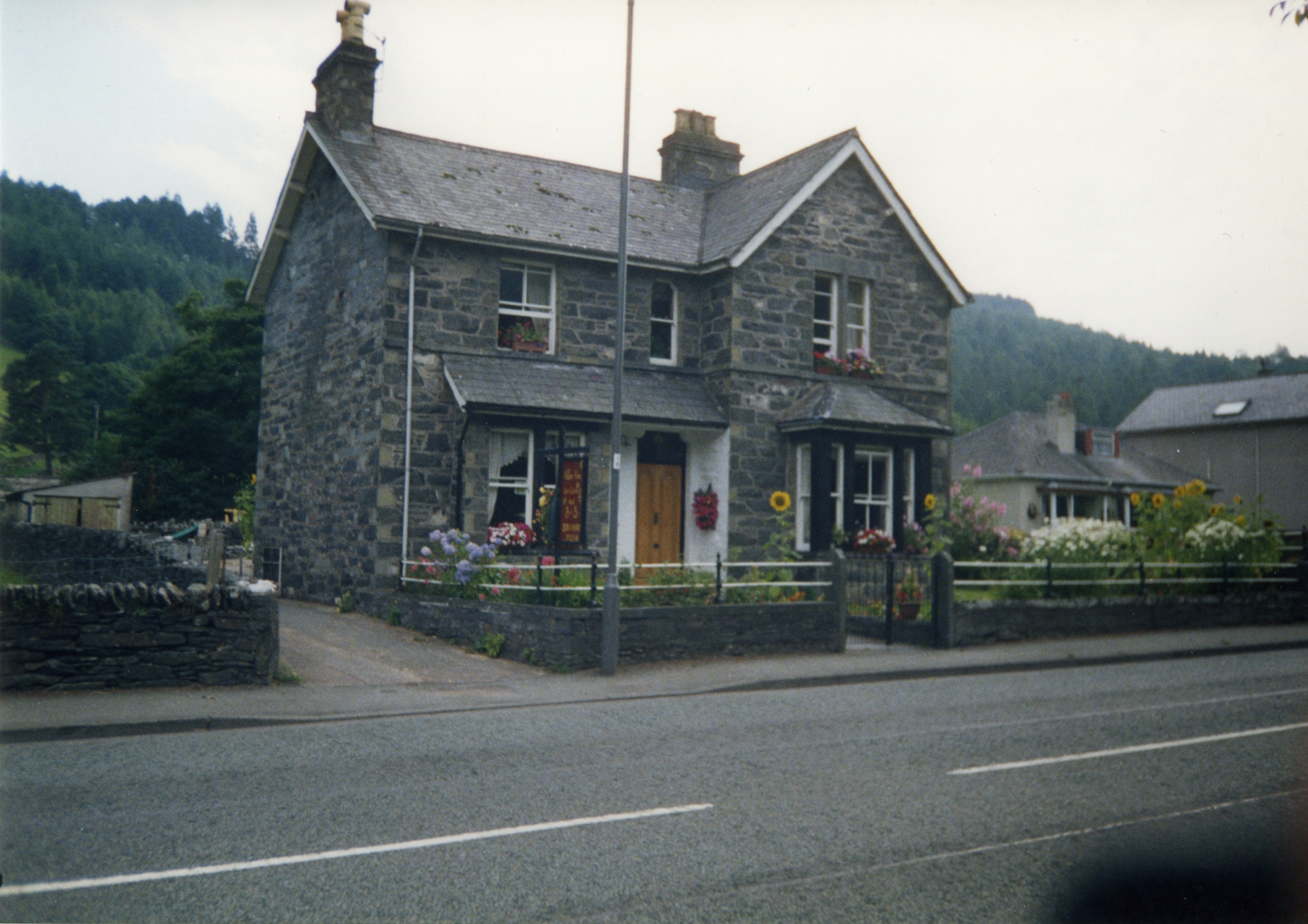
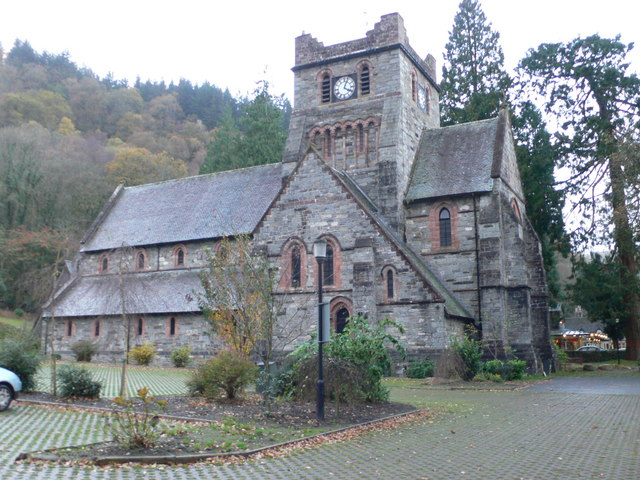
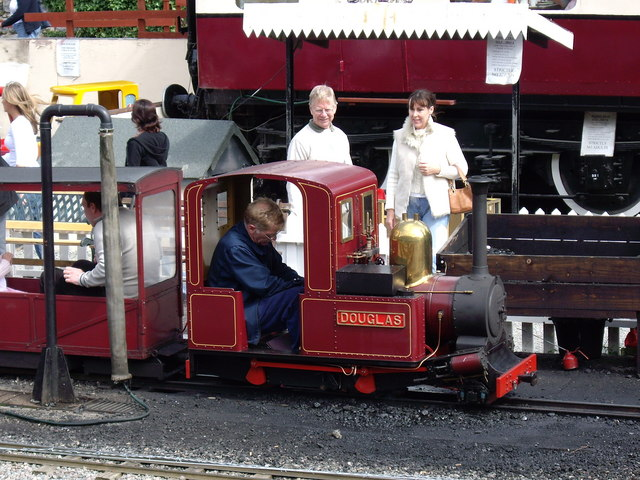